# Boiro
Boiro è un comune spagnolo di 18 730 abitanti situato nella comunità autonoma della Galizia.
Boiro è stata resa famosa dalla vicenda del tetraplegico Ramón Sampedro che qui, dopo una lunga battaglia legale e mediatica, diede compimento alla propria eutanasia nel 1998, come documentato anche nel film Mare dentro.